# WTA Finals 2023

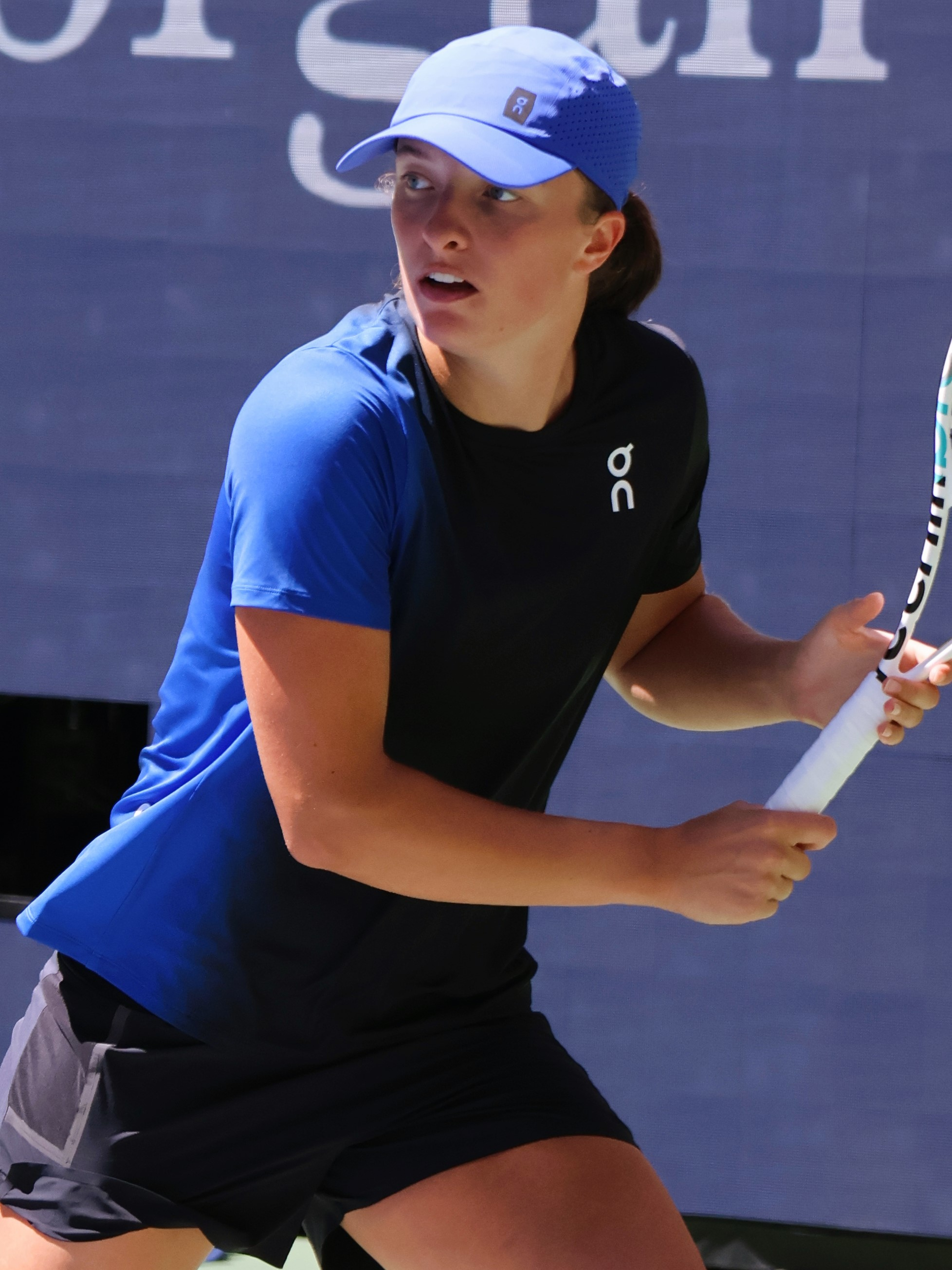
Jugadora en las Finales de la WTA de 2023

Las Finales de la WTA de 2023 fue un torneo femenino de tenis. Fue la 52.ª edición de la competición en individuales y la 47.ª edición de la competición en dobles. Participaron las ocho mejores jugadoras de la temporada en el cuadro de individuales y las ocho mejores parejas en el cuadro de dobles.

## Torneo

### Formato
El evento contó con las ocho mejores jugadoras en individuales el evento consiste en un todos contra todos, divididos en dos grupos de cuatro. Durante los primeros cuatro días de competición, cada jugadora se enfrenta con las otras tres jugadoras en su grupo, las dos primeras de cada grupo avanzan a las semifinales. La jugadora que se haya clasificado la primera en su grupo se enfrenta con la jugadora que se clasifique de segunda en el otro grupo, y viceversa. Las ganadoras de cada semifinal se enfrentan en la final por el campeonato.

#### Desempate en el round-robin
Las posiciones finales en cada grupo, desde la primera hasta la última, quedarán establecidas sobre la base de la siguiente jerarquía de reglas:
1. Mayor número de victorias.
2. Mayor número de partidos jugados.
3. Si 2 jugadoras están empatadas, quedará por delante la vencedora del encuentro disputado entre ambas.
4. Si 3 jugadoras están empatadas:

a) Mayor número de partidos jugados.
b) Mayor porcentaje de sets ganados.
c) Mayor porcentaje de juegos ganados.
Si en aplicación de uno de esos 3 criterios (a, b, c) una de las jugadoras desempatase, se volvería al punto 3 para deshacer el empate entre las 2 restantes.

## Carrera al campeonato

### Individuales
Ranking actualizado al 16 de octubre de 2023.
     Aquellas jugadoras en oro están clasificadas.
     Aquellas jugadoras en marrón han renunciado a jugar este torneo.
| AUS           | FRA                 | WIM     | USO     | DUB     | IW      | MIA     | MAD     | ROM     | CAN     | CIN     | GUA     | PEK     | 1       | 2       | 3      | 4      | 5      | 6      |        |        |      |    |   |
| 1             | Aryna Sabalenka     | G 2000  | SF 780  | SF 780  | F 1300  | CF 190  | F 650   | CF 215  | G 1000  | R64 10  | R16 105 | SF 350  | A 0     | CF 215  | G 470  | F 305  | R16 55 |        |        |        | 8425 | 15 | 3 |
| 2             | Iga Świątek         | R16 240 | G 2000  | CF 430  | R16 240 | F 585   | SF 390  | A 0     | F 650   | CF 215  | SF 350  | SF 350  | A 0     | G 1000  | G 470  | G 470  | G 280  | SF 125 | SF 110 | CF 100 | 7795 | 17 | 5 |
| 3             | Cori Gauff          | R16 240 | R64 70  | R128 10 | G 2000  | SF 350  | CF 215  | R32 65  | R32 65  | R32 65  | CF 190  | G 900   | A 0     | SF 390  | G 470  | G 280  | SF 185 | CF 100 | R16 55 | R16 55 | 5955 | 18 | 4 |
| 4             | Elena Rybakina      | F 1300  | R64 70  | CF 430  | R32 130 | R16 105 | G 1000  | F 650   | R64 10  | G 1000  | SF 350  | R16 105 | A 0     | SF 390  | CF 100 | R16 55 | R16 55 | R16 55 | R32 1  |        | 5865 | 17 | 2 |
| 5             | Jessica Pegula      | CF 430  | R64 70  | CF 430  | R16 240 | SF 350  | R16 120 | SF 390  | CF 215  | R64 10  | G 900   | R16 105 | A 0     | R16 120 | G 310  | F 305  | F 305  | G 280  | SF 185 |        | 4895 | 19 | 3 |
| 6             | Ons Jabeur          | R16 240 | R128 10 | F 1300  | R16 240 | R16 105 | R64 10  | R32 65  | A 0     | A 0     | A 0     | CF 190  | R16 105 | R32 65  | G 470  | G 470  | G 280  | F 305  | CF 100 | RR 25  | 3695 | 18 | 2 |
| 7             | Markéta Vondroušová | R32 130 | R64 70  | G 2000  | CF 430  | R64 \|  | R16 120 | R16 120 | R64 65  | R16 120 | R16 105 | CF 190  | A 0     | R64 10  | SF 110 | CF 100 |        |        |        |        | 3671 | 15 | 1 |
| 8             | Karolína Muchová    | R64 70  | F 1300  | R128 10 | SF 780  | CF 190  | CF 215  | R32 95  | R64 35  | R16 120 | R16 105 | F 585   | A 0     | A 0     | R16 55 | R16 30 |        |        |        |        | 3650 | 14 | 0 |
| 9             | Maria Sakkari       | R32 130 | R128 10 | R128 10 | R128 10 | R32 1   | SF 390  | R64 10  | SF 390  | R32 65  | R32 1   | 16 105  | G 900   | CF 215  | F 305  | SF 185 | SF 185 | SF 185 | SF 105 | CF 100 | 3245 | 23 | 1 |
| ↓ suplentes ↓ |                     |         |         |         |         |         |         |         |         |         |         |         |         |         |        |        |        |        |        |        |      |    |   |
| 10            | Barbora Krejčíková  | R16 240 | R128 10 | R64 70  | R128 10 | G 900   | R16 120 | R16 120 | R16 120 | R32 65  | A 0     | R64 1   | A 0     | R64 10  | G 470  | F 305  | F 180  | R16 55 | R16 55 | R16 55 | 2775 | 19 | 2 |
| 11            | Madison Keys        | R32 130 | R64 70  | CF 430  | SF 780  | CF 190  | R64 10  | R32 65  | R64 10  | R16 120 | R32 60  | 64 10   | R32 1   | A 0     | G 470  | RR 210 | CF 100 | CF 100 | R32 1  |        | 2737 | 15 | 2 |

### Dobles
Ranking actualizado al 22 de octubre de 2023.
     Aquellas parejas en oro están clasificados.
| Rank.         | Equipo                                | Puntos | Puntos | Puntos  | Puntos  | Puntos  | Puntos  | Puntos  | Puntos  | Puntos  | Puntos  | Puntos  | Puntos totales | Torneos | Título |
| Rank.         | Equipo                                | 1      | 2      | 3       | 4       | 5       | 6       | 7       | 8       | 9       | 10      | 11      | Puntos totales | Torneos | Título |
| ------------- | ------------------------------------- | ------ | ------ | ------- | ------- | ------- | ------- | ------- | ------- | ------- | ------- | ------- | -------------- | ------- | ------ |
| 1             | Cori Gauff Jessica Pegula             | G 1000 | SF 780 | SF 780  | F 650   | F 650   | G 470   | CF 430  | R16 240 | CF 190  | CF 190  | SF 185  | 5565           | 13      | 2      |
| 2             | Storm Hunter Elise Mertens            | F 1300 | G 1000 | G 900   | CF 430  | SF 350  | SF 350  | R16 240 | CF 215  | CF 215  | R16 120 | R16 10  | 5130           | 12      | 2      |
| 3             | Shuko Aoyama Ena Shibahara            | F 1300 | G 900  | SF 390  | F 305   | G 280   | CF 215  | R32 130 | CF 100  | CF 100  | CF 60   | R32 10  | 3790           | 20      | 2      |
| 4             | Barbora Krejčíková Kateřina Siniaková | G 2000 | G 1000 | G 470   | R32 130 | CF 105  | CF 60   | R16 10  | R64 10  |         |         |         | 3785           | 8       | 3      |
| 5             | Desirae Krawczyk Demi Schuurs         | F 585  | G 470  | G 470   | CF 430  | SF 390  | SF 350  | R16 240 | CF 190  | SF 185  | R32 130 | R32 130 | 3570           | 18      | 2      |
| 6             | Laura Siegemund Vera Zvonareva        | F 1300 | G 470  | CF 430  | G 280   | G 280   | CF 190  | SF 185  | R16 120 | R16 105 | R64 10  | R32 10  | 3405           | 14      | 3      |
| 7             | Gabriela Dabrowski Erin Routliffe     | G 2000 | F 585  | G 470   | SF 110  | R16 105 | R16 105 | R16 10  | R16 1   |         |         |         | 3386           | 8       | 2      |
| 8             | Nicole Melichar Ellen Perez           | SF 780 | F 585  | SF 390  | F 305   | CF 215  | CF 190  | SF 185  | SF 185  | F 180   | F 180   | R32 130 | 3325           | 24      | 0      |
| ↓ suplentes ↓ |                                       |        |        |         |         |         |         |         |         |         |         |         |                |         |        |
| 9             | Leylah Fernandez Taylor Townsend      | F 1300 | F 650  | CF 430  | SF 390  | R32 130 | R16 120 | CF 100  |         |         |         |         | 3310           | 8       | 0      |
| 10            | Su-wei Hsieh Xinyu Wang               | G 2000 | SF 780 | R16 105 | CF 60   | R32 10  |         |         |         |         |         |         | 2955           | 5       | 1      |

## Finales

### Individuales
| Fecha      | Partido         | Partido | Partido            | Resultado |
| ---------- | --------------- | ------- | ------------------ | --------- |
| 06.11.2023 | Iga Świątek [2] | 2-0     | Jessica Pegula [5] | 6-1, 6-0  |

### Dobles
| Fecha      | Partido                            | Partido | Partido                         | Resultado |
| ---------- | ---------------------------------- | ------- | ------------------------------- | --------- |
| 06.11.2023 | Laura Siegemund Vera Zvonareva [6] | 2-0     | Nicole Melichar Ellen Perez [8] | 6-4, 6-4  |